# Roots Rock Riot
Roots Rock Riot — другий студійний альбом валлійського гурту Skindred, який був випущений 23 жовтня 2007 року.

## Композиції
1. Roots Rock Riot — 3:02
2. Trouble — 3:49
3. Rat Race — 3:22
4. State of Emergency — 4:03
5. Alright — 3:09
6. Destroy the Dancefloor — 3:44
7. Rude Boy for Life — 4:11
8. Killing Me — 4:19
9. Spit out the Poison — 3:47
10. Cause Ah Riot — 3:05
11. Ease Up — 4:00
12. Choices and Decisions — 4:39
13. Days Like These — 3:42
14. It's a Crime — 3:18